# Margret Selting
Margret Selting ist eine deutsche Germanistin.

## Leben
An der Universität Bielefeld studierte sie Linguistik, Anglistik, Sozialwissenschaften, Philosophie und Pädagogik. Nach dem ersten Staatsexamen an der Universität Bielefeld in den Fächern Philosophie, Pädagogik, Linguistik und Anglistik war sie als wissenschaftliche Hilfskraft an der Universität Bielefeld beschäftigt. Nach der Promotion wechselte sie an die Universität Oldenburg. Nach der Habilitation wurde sie zur Hochschuldozentin für Germanistische Linguistik an der Universität Oldenburg ernannt. Seit 1994 war sie Professorin für Germanistik mit dem Schwerpunkt Kommunikationstheorie und Linguistik an der Universität Potsdam. Im Spring term 2009 war sie als Gastprofessorin an der University of California, Los Angeles.
Ihre Forschungsschwerpunkte sind Gesprächs- bzw. Konversationsanalyse, Prosodie und Grammatik gesprochener Sprache in natürlichen Gesprächen, interaktionale Linguistik und Multimodalität der Interaktion.
Selting war maßgeblich an der Entwicklung des Gesprächsanalytischen Transkriptionssystems (GAT) beteiligt, welche Grundlage für die Analyse gesprochener Sprache wurde.
Im April 2021 erfolgte ihre Emeritierung durch die Universität Potsdam.

## Schriften (Auswahl)
- Verständigungsprobleme. Eine empirische Analyse am Beispiel der Bürger-Verwaltungs-Kommunikation. Tübingen 1987, ISBN 3-484-30181-3.
- Prosodie im Gespräch. Aspekte einer interaktionalen Phonologie der Konversation. Tübingen 1995, ISBN 3-484-30329-8.
- mit Barbara Sandig (Hg.): Sprech- und Gesprächsstile. Berlin 1997, ISBN 3-11-014604-5.
- mit Elizabeth Couper-Kuhlen: Interactional Linguistics. Studying language in social interaction. Cambridge 2018, ISBN 978-1-107-03280-4.